# Šport u 2020.
◄◄ | ◄ | 2017. | 2018. | 2019. | 2020.  | 2021. | 2022. | 2023. | ► | ►►
Arhitektura • Astronautika • Astronomija • Biologija • Film • Fotografija • Glazba • Kazalište • Kemija • Kiparstvo • Knjige • Književnost • Kršćanstvo • Meteorologija • Medicina • Planinarstvo • Politika • Pravo • Promet • Slikarstvo • Strip • Šport • Televizija • Znanost • Zrakoplovstvo • Željeznički promet
Šport u 2020.

## Svijet

### Natjecanja

#### Kontinentska natjecanja

##### Europska natjecanja
- 10. − 26. siječnja − Europsko prvenstvo u rukometu u Švedskoj, Austriji i Norveškoj: prvak Španjolska, Hrvatska osvojila srebro
- 14. − 26. siječnja − Europsko prvenstvo u vaterpolu u Budimpešti u Mađarskoj: prvak Mađarska, Hrvatska četvrta
- 12. lipnja. − 12. srpnja − trebalo je biti održano Europsko prvenstvo u nogometu u 12 gradova u 12 različitih europskih država, ali je zbog pandemije koronavirusa odgođeno za 2021.
- 13. prosinca — Hrvatski gimnastičari Tin Srbić, Filip Ude i Aurel Benović osvojili su srebrne medalje na Europskome prvenstvu u turskome gradu Mersinu.[1]
- 13. prosinca − Hrvatski taekwondaši osvojili su čak sedam medalja na Europskome kadetskome prvenstvu u taekwondou u Sarajevu s čime je Hrvatska na 3. poziciji po osvojenim medaljama nakon Ukrajine i Bosne i Hercegovine koji zauzimaju prva dva mjesta.[2]

### Smrti
- 26. siječnja — Kobe Bryant, američki košarkaš (* 1978.)
- 21. ožujka — Lorenzo Sanz, legendarni predsjednik Real Madrida (* 1943.)
- 9. lipnja — Ödön Földessy, mađarski skakač u dalj (* 1929.)

## Hrvatska i u Hrvata

### Osnivanja
- 6. kolovoza: Osnovan gimnastički klub Knin, prvi gimnastički klub u Kninu.[3]
- 19. rujna: Osnovan Klub za obaranje ruku Split.[4]

### Ostali događaji
- 21. veljače — Čelni čovjek Svjetskog prvenstva u reliju Oliver Ciesla prigodom posjete Zagrebu službeno ponudio Hrvatskoj kandidacijsku utrku WRC-a u 2020. Na više sastanaka sastao se s predsjednikom i glavnim tajnikom Hrvatskog auto i karting saveza, Gradom Zagrebom te potencijalnim organizatorima. Predložen je listopad kao potencijalni termin kandidacijske utrke.[5]

### Smrti
- 12. prosinca — U Bjelovaru je u 91. godini života preminuo Željko Seleš, jedan od najboljih hrvatskih rukometnih trenera i utemeljitelj rukometa u Bjelovaru zaslužan za velike uspjehe negdašnjeg ORK "Partizan" (današnji RK Bjelovar).
- 13. prosinca — U Zagrebu je od posljedica i komplikacija uzrokovanih koronavirusom u 88. godini života preminuo Otto Barić, hrvatski nogometaš, nogometni trener i negdašnji izbornik hrvatske nogometne reprezentacije.

## Vanjske poveznice
|  | Zajednički poslužitelj ima još gradiva o temi Šport u 2020. |